# Nativité-de-la-Vierge (Camon)

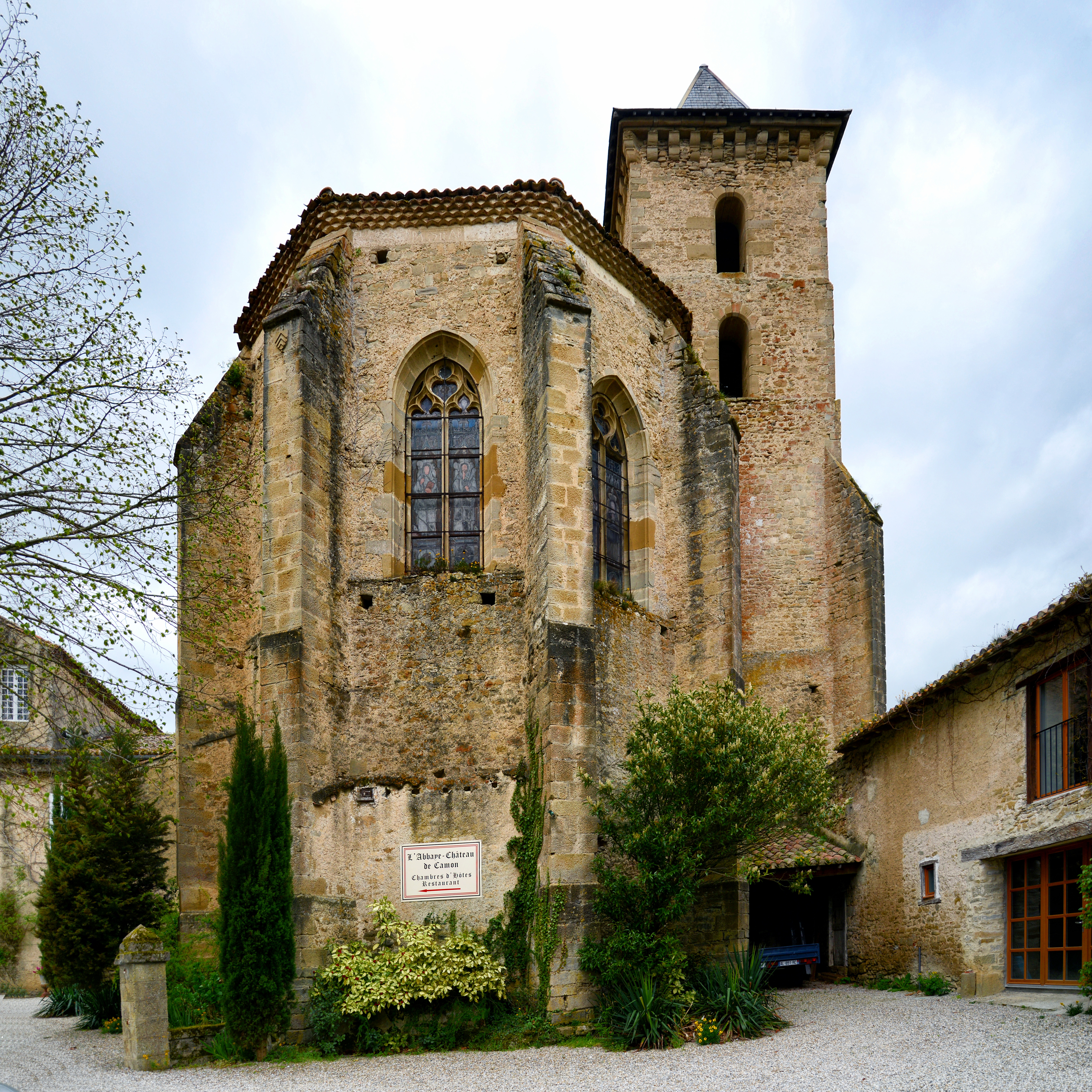
Kirche Nativité-de-la-Vierge

Die Kirche Nativité-de-la-Vierge ist die römisch-katholische Pfarrkirche von Camon im Département Ariège in Frankreich. Die ehemalige Prioratskirche ist seit 1964 als Teil des Gesamtkomplexes der erhaltenen Teile des Priorats als Monument historique eingestuft. Die Kirche selber ist eingetragen im Verzeichnis des architektonischen Erbes Frankreichs.

## Geschichte
Die dem Patrozinium Mariä Geburt unterstellte Kirche geht in ihrem Baubestand auf das 14. und 16. Jahrhundert zurück und ist mit ihrer Nordmauer Teil der früheren Befestigungsanlagen von Camon. Das Kloster, dem die Kirche ursprünglich diente, wurde durch Karl den Großen bei seiner Rückkehr aus Spanien um 778 gegründet. Der Konvent wurde im 12. Jahrhundert als Priorat der Benediktinerabtei Lagrasse unterstellt. Ein Bulle von Papst Johannes XXII. vom 17. August 1310 beauftragte zwölf Mönche aus Lagrasse, sich in Camon niederzulassen. Der von ihnen erbaute Klosterkomplex wurde 1420 weitgehend zerstört. Philippe de Lévis, Bischof von Mirepoix, übernahm um 1504 den Wiederaufbau des Priorats und der Kirche, der 1535 abgeschlossen war. Von Zerstörungen während der Religionskriege blieb die Kirche weitgehend verschont. 1661 wurde das Gotteshaus um zwei Kapellen erweitert. Die Innenausstattung und Dekoration stammen aus dem 18. Jahrhundert.